# Johann Andreas Schachtner
Johann Andreas Schachtner (Dingolfing, 9 marzo 1731 – Salisburgo, 20 luglio 1795) è stato un trombettista, violinista e librettista tedesco.
Dopo aver studiato dai gesuiti a Dillingen e Ingolstadt, dove suonò nel coro della chiesa, prese lezione a Salisburgo e divenne  nel 1754 trombettista arcivescovile. Fu amico di famiglia di Leopold Mozart, prese parte come secondo violino ai quartetti d'archi nella casa di lui e conobbe Wolfgang da bambino. Di questi contribuì alla prima biografia postuma, redatta da Schlichtegroll nel 1793. Per lui scrisse anche il libretto di un Singspiel, Zaide (1780), rimasto incompiuto.
Nel 1781 gli fu affidato l'ufficio musicale della contea (Spielgrafenamt).